# Pingala (Grammatiker)
Pingala war ein altindischer Grammatiker und Mathematiker.
Er ist der Autor des ältesten Sanskrit-Textes zur Prosodie, dem Chandahshastra. Die Datierung ist unsicher und schwankt um die ersten Jahrhunderte vor oder nach Christi Geburt – traditionell wird sie um 400 v. Chr. eingeordnet. Im 10. Jahrhundert schrieb der Mathematiker Halayudha einen Kommentar zum Chandahshastra.
Im Chandahshastra gibt es in Zusammenhang mit der Erörterung und Klassifikation von Metriken eine Form des Binärsystems (und damit dessen wahrscheinlich früheste Erwähnung), es gibt eine Form des Binomialsatzes und der Fibonacci-Zahlen. Der Kommentar von Halayudha bringt eine Form des Pascalschen Dreiecks.